# Friedrich Wilhelm von Salmuth genannt Beringer
Friedrich Wilhelm von Salmuth genannt Beringer (* 1693 in Zweibrücken; † 13. September 1763 in Wesel) war ein preußischer Generalmajor.

## Leben
Er entstammt einem pfälzischen Geschlecht, welches im 15. Jahrhundert in den Adelsstand erhoben wurde. Der Vater war kurpfälzischer Oberst, der 1706 beim Entsatz von Turin verstarb. Der Kommandierende General Leopold I. hatte seinem Oberst versprochen auf dessen Kinder aufzupassen. So wurde der Junge Friedrich Wilhelm sein Page, auch später förderte er seinen Schützling.
1744 wurde Salmuth Major im Bataillon „Wobeser“. Im März 1747 avancierte er zum Oberstleutnant und Kommandeur des Infanterieregiments „Wutgenau“. Dort stieg er im 1753 zum Oberst auf und wurde im März 1757 Chef des Regiments. Im Januar 1757 war Salmuth in Abwesenheit von General de la Motte Interimskommandant von Geldern. Als die Festung angegriffen wurde, konnte er sich tapfer verteidigen und mit allen Ehren abziehen.
1758 erfolgte seine Beförderung zum Generalmajor. Er erlitt jedoch bereits im November desselben Jahres einen Schlaganfall, der ihn felduntauglich machte. 1763 erhielt Salmuth seinen Abschied und bekam 1500 Taler Pension. Er starb am 13. September 1763 in Wesel.